# Giorgio La Piana
Giorgio La Piana (Palermo, o Piana dei Greci, 1879 – South Natick, 1971) è stato uno storico delle religioni, teologo e medievista italiano naturalizzato statunitense.
Sacerdote, esponente del cattolicesimo modernista, ebbe un atteggiamento fortemente critico nei confronti del deficit di democrazia che lui ravvisava nella gerarchia ecclesiastica romana. Emigrato in America, abbandonò la religione, insegnò all'Università Harvard, e fu animatore dei circoli antifascisti del fuoruscitismo italiano repubblicano e democratico negli Stati Uniti d'America.

## Biografia

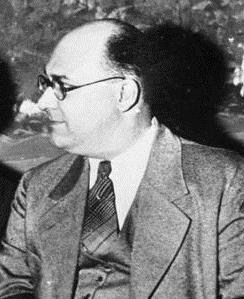
Gaetano Salvemini, con cui a Harvard stabilì un intenso sodalizio

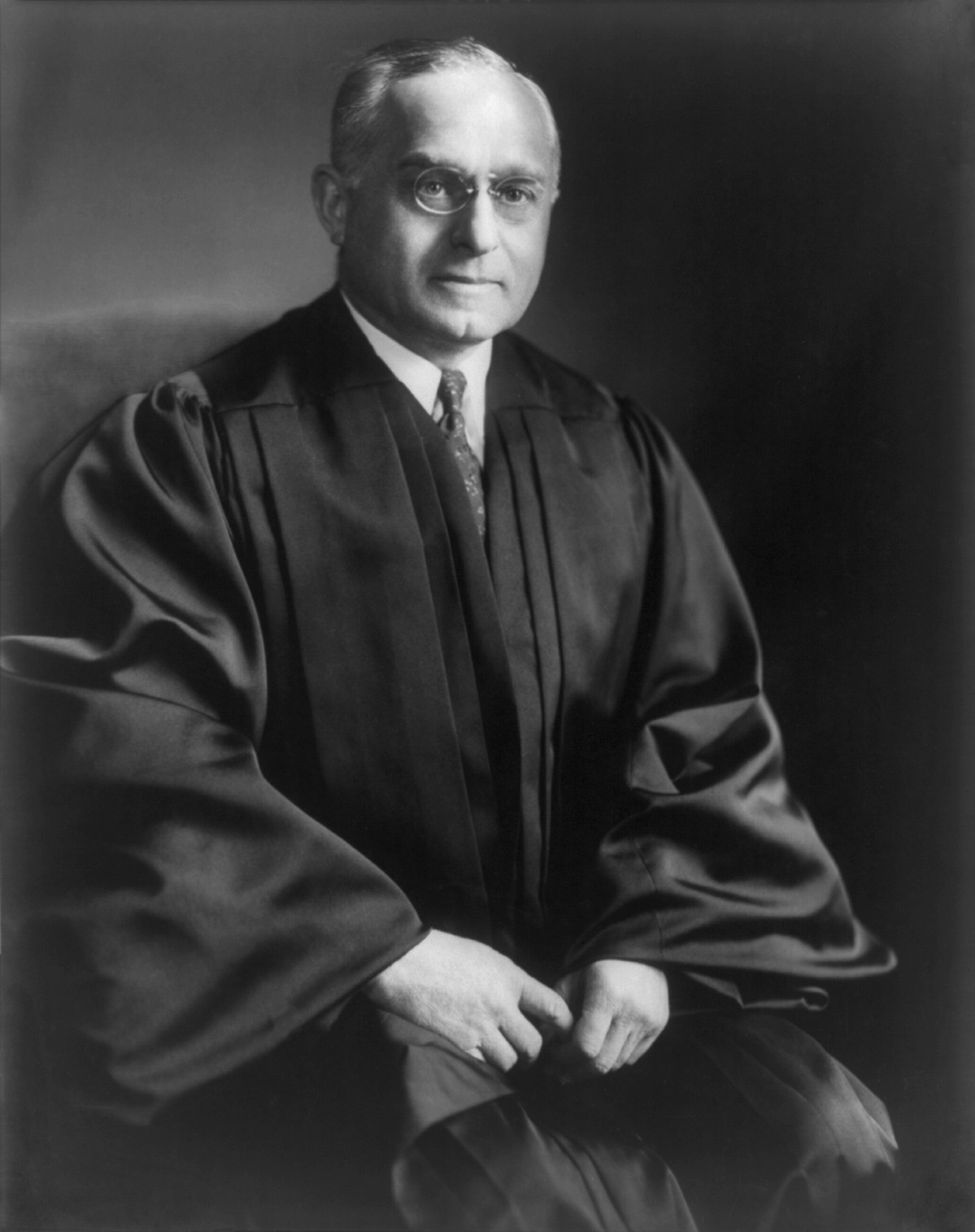
Felix Frankfurter, giudice della Corte Suprema, di cui La Piana fu consulente

La formazione di La Piana iniziò nell'ambito degli gli studi teologici, da lui completati al Seminario arcivescovile di Monreale, nel 1900, anno in cui fu ordinato sacerdote. 
Dopo esperienze di insegnamento, pubblicò il suo primo saggio di Storia della Chiesa cattolica nel 1908, sui rapporti tra Stato e Chiesa in Francia. 
Da un punto di vista del pensiero religioso, aderì al movimento del modernismo teologico, una corrente osteggiata da Pio X e dal cattolicesimo ufficiale. Per questa sua posizione fu vittima di uno spiacevole episodio quando, nel 1912, durante un viaggio dalla Sicilia alla Santa Sede: mentre era sul treno, fu avvicinato da un prete che gli confidò le sue idee moderniste, raccogliendo il consenso di La Piana. Giunto a Roma, Giorgio La Piana incontrò un netto ostracismo negli ambienti della Curia romana, e scoprì di essere caduto in un tranello orditogli da quello che, presentatosi come prete modernista, era invece un esponente retrivo della Curia. 
Fu così che, conseguita nel 1912 la laurea all'Università di Palermo, si trasferì nel 1913 negli Stati Uniti, dove nel 1918 ottenne la cittadinanza americana. 
Stabilitosi dapprima a Milwaukee, fu quindi a Cambridge (Massachusetts) dove insegnò Teologia morale cattolica alla Harvard Divinity School e divenne collaboratore della Harvard Theological Review. Dal 1926 fu J.H. Morrison Professor of History Church all'Università Harvard, cattedra che tenne fino al 1948 quando divenne professore emerito. Fu tra i fondatori della Medieval Academy of America e membro del centro studi di Dumbarton Oaks.
In America, Giorgio La Piana rinunciò al sacerdozio, diede libera espressione alle sue idee fortemente critiche nei confronti del deficit di democrazia nella gerarchia ecclesiastica cattolica ed entrò in contatto con gli ambienti degli antifascisti fuorusciti dall'Italia nei quali fu molto attivo: a Harvard frequentò Lauro De Bosis, antifascista della prima ora, che mantenne con lui una corrispondenza fino agli ultimi mesi, per tenerlo al corrente sulla preparazione della beffa del suo volo su Roma con cui andrà incontro alla morte. Strinse uno stretto rapporto con Gaetano Salvemini, testimoniato da un fitto epistolario. Nel 1940 fu poi La Piana a fornire i primi aiuti finanziari a Luigi Sturzo, appena sbarcato negli Stati Uniti, completamente privo di mezzi.
A Harvard conobbe anche Felix Frankfurter, futuro Associate Justice della Corte Suprema degli Stati Uniti d'America, che in quella veste ebbe La Piana come consulente per le questioni riguardanti i rapporti fra Stato e Chiesa.  

### Traduzioni
Nel 1922 uscì per Laterza, da lui tradotta in italiano, la Storia delle religioni in due volumi di George Foot Moore, che aveva conosciuto a Harvard e alla direzione della Harvard Theological Review. Non si trattava di una semplice traduzione: l'edizione italiana si avvantaggiava, rispetto all'originale, di numerosi interventi del traduttore, come una diversa disposizione degli argomenti sulle religioni antiche e alcune aggiunte al testo che fossero di particolare significato per il lettore italiano, tra cui degli accenni sulla cultura teologica degli  Ebrei d'Italia. La Piana aggiunse poi un apparato di note che servivano a supplire alla tradizionalmente scarsa dimestichezza degli italiani con la lettura della Bibbia, rispetto alle cultura anglosassone La traduzione in italiano fu poi interamente rivista dallo stesso George Foot Moore. La traduzione italiana dell'opera ha poi conosciuto diverse edizioni, fino al 1989.

### Studi
Gli studi di Giorgio La Piana riguardano la storia della chiesa e del cristianesimo e delle loro origini, gli studi bizantini, gli studi medievali, il rapporto tra Stato e Chiesa, lo scisma protestante, il movimento modernista.

## Opere principali
- Una Omelia inedita di San Gregorio Nisseno, e una Omelia attribuita a San Gregorio Taumaturgo, 1909
- Le rappresentazioni sacre nella letteratura bizantina, 1912
  - Ristampa: Variorum Reprints, Londra, 1971
- The Italians in Milwaukee, Wisconsin: general survey, 1915
- The tombs of Peter and Paul ad catacumbas, Harvard University Press, 1920
- The Roman church and modern Italian democracy, 1920
- The church of Rome at the end of the second century, Harvard Theological Review, 1925
- Foreign groups in Rome during the first three centuries of the Empire, Harvard University Press, 1927
- The Byzantine theater, Medieval Academy of America, 1936
- Problems and conflicts of today: address at the opening session of the Divinity school for the academic year 1939-1940, 26 settembre 1939
- (con Gaetano Salvemini), What to do with Italy, Duell, Sloan and Pearce, New York, 1943 
  - Qué hacer con Italia?, trad. di Teodoro Ortiz, Fondo de Cultura Económica, 1943
  - La sorte dell'Italia, trad. di Enrichetta Spina e Riccardo Aragno, Edizioni U, 1945
- (con Gaetano Salvemini, Chiesa e Stato nell'Italia del dopo-guerra, 1944
- Catholic power vs. American freedom, 1949
- (nuova edizione, a cura di John M. Swomley e Herbert F. Vetter), Catholic power vs. American freedom, Prometheus Books, 2002 ISBN 9781573928489
- A totalitarian church in a democratic state: the American experiment, School of Religion, Butler University, 1949